# 카라하시 미츠루
카라하시 미츠루(일본어: 唐橋 充 からはし みつる[*], 1997년 5월 30일 ~ )는 일본의 배우이다. 

## 출연작

### TV 드라마
- 2009년 ~ 2010년 사무라이전대 신켄저 - 후와 쥬조 역

## 영화
- 사무라이전대 신켄저 은막판 - 천하를 판가름하는 싸움 - 후와 쥬조 역
- 사무라이전대 신켄저 vs. 고온저: 은막 BANG!! - 후와 쥬조 역

## 여담
2016년 6월 3일에 3살 연상 배우 미즈노 미키와 결혼했다. 2017년 7월에 첫 아이가 태어났다. 혼전 임신은 아니라고 한다.